# ويسك (كاني سور)
ویسك (بالفارسية: ویسک) هي قرية تقع في إيران في قسم کاني سور الريفي. يقدر عدد سكانها بـ 0 نسمة بحسب إحصاء 2016.